# Nắng chiều (bài hát)
Nắng chiều là tên một ca khúc được sáng tác năm 1952 của nhạc sĩ Lê Trọng Nguyễn. Bài hát là nguồn cảm hứng cho bộ phim cùng tên của đạo diễn Lê Mộng Hoàng năm 1971. Nắng chiều không chỉ nổi tiếng ở Việt Nam mà còn nổi tiếng ở Nhật Bản, Đài Loan và Hồng Kông. Tại các nước nói tiếng Hoa, bài hát được biết đến với tên 越南情歌 (Việt Nam tình ca) hay 南海情歌 (Nam hải tình ca) do Thận Chi (慎芝) đặt lời.
Năm 1994, đạo diễn người Pháp Trần Anh Hùng làm phim Xích lô đã đưa bài hát này vào làm nền cho một đoạn tình tiết không lời thoại, bài hát được hát bằng giọng Quảng Nam, do hai người lính cụt chân thể hiện trong quán ăn.

## Xuất xứ, giai thoại
Nắng chiều được viết năm 1952 (một năm sau đó thì xuất bản ở Huế và cũng trong năm này, ca sĩ Minh Trang đã thu thanh vào đĩa than 33 tours) sau khi tác giả của nó về quê hương để tránh chiến tranh. Có tài liệu cho rằng Nắng chiều ra đời trong một lần hứng tác của Lê Trọng Nguyễn trên cầu Vĩnh Điện khi chiều xuống ở bến sông Thu Bồn.
Trong một cuộc phỏng vấn, Lê Trọng Nguyễn đã nói: "Tôi viết bản đó ở Huế, thời gian sau khi bỏ vùng kháng chiến về thành... Tâm sự tôi trong bài Nắng chiều nó như thế này, kể anh nghe cho vui. Sau cuộc đảo chính của Nhật vào đêm 9 tháng 5 năm 45, có một gia đình công chức Nam triều từ Quy Nhơn chạy ra tạm trú ở Hội An, mà tôi cũng ở Hội An lúc đó. Gia đình đó có một người con gái. Tôi yêu người con gái ấy!"
Tác giả Lê Trọng Nguyễn có một bài viết về Nắng chiều, về quãng đường sau khi nó ra đời:
Năm 1954, Lê Trọng Nguyễn ra Huế và Đà Nẵng làm việc cho cơ sở thương mại ngoài đó. Cũng chính nơi đây, có dịp quen và làm bạn cho đến chót cuộc đời nghệ sĩ sáng tác của anh, với những Minh Trang, Dương Thiệu Tước, Kim Tước, Nguyễn Hiền v.v.. Và ca khúc Nắng chiều được xuất bản trong lúc này. Người thâu tiếng hát đầu tiên bản Nắng chiều vào dĩa nhựa là ca sĩ Minh Trang.
Giữa năm 1955 (...), người em gái duy nhất của anh Lê Trọng Nguyễn là Lê Thị Ba qua đời, anh quá đau buồn và đem bản Nắng chiều ra ký giao kèo tái bản để có một món tiền tác quyền khiêm nhường đưa về quê cùng mẹ lo liệu cho em gái và chuẩn bị nuôi nấng cháu.
Năm 1957, Lê Trọng Nguyễn vào Sài Gòn. Đúng dịp đoàn ca nhạc Nhật Bản sang thăm, ban nhạc Toho Geino có nhờ người chọn ra 12 bản nhạc Việt Nam đang nổi tiếng thời đó để chuẩn bị tập dượt và trình diễn tại Sài Gòn lẫn Nhật Bản, trong đó có bản Nắng chiều và bản này đã được cô ca sĩ Nhật Midori Satsuki hát. Năm 1960, Kỷ Lộ Hà, một ca sĩ người Hoa, cô yêu mến bản Nắng chiều nên viết sang lời Hoa ngữ và phổ biến bản này sang Đài Loan và Hồng Kông. Nhờ mấy may mắn đó mà Nắng chiều cứ thế được biết tới tại ngoại quốc.

## Nội dung
Bài hát viết theo điệu rumba, giai điệu rộn rã phối hợp giữa ngũ cung và thất cung, lời ca đầy hình ảnh, màu sắc, nhưng nội dung phảng phất nét buồn. Phần lời nói lên tâm trạng hoài tiếc của một người khi thăm lại cảnh xưa. Trông thiên nhiên, cảnh vật vẫn hồn hậu sống động, lòng ấy bồi hồi nhớ lại một hình bóng đẹp tươi, nay đã không còn:
Qua bến nước xưa lá hoa về chiều 
lạnh lùng mềm đưa trong nắng lưa thưa 
...anh nhớ trước đây dáng em gầy gầy 
Dịu dàng nhìn anh đôi mắt long lanh 
Bản dịch tiếng Hoa về nội dung nhìn chung vẫn giữ ý chính của bài:
我又來到昔日海邊,海風依舊吹皺海面
那樣熟悉那樣依戀,只有舊日人兒不見
(Tôi về thăm lại bến nước xưa, gió biển như năm cũ, thổi lộng vào mặt,
bóng dáng cũ vẫn in đậm trong tâm trí tôi, nhưng người xưa thì không thấy nữa).